# واهرام مارتیروسیان
واهرام مارتیروسیان (ارمنی: Վահրամ Մարտիրոսյան; انگلیسی: Vahram Martirosyan؛ زادهٔ ۲۷ ژوئیهٔ ۱۹۵۹) نویسنده، فیلم‌نامه‌نویس، و روزنامه‌نگار اهل ارمنستان است. با نخستین رمان خویش Landslide (۲۰۰۰) که به یک اثر پرفروش در ارمنستان تبدیل شد و یکی از معدود رمان‌های مدرن ارمنی که در خارج از ارمنستان ترجمه شد به زبان فرانسوی تحت عنوان Glissement de terrain